# Poema tragiczne

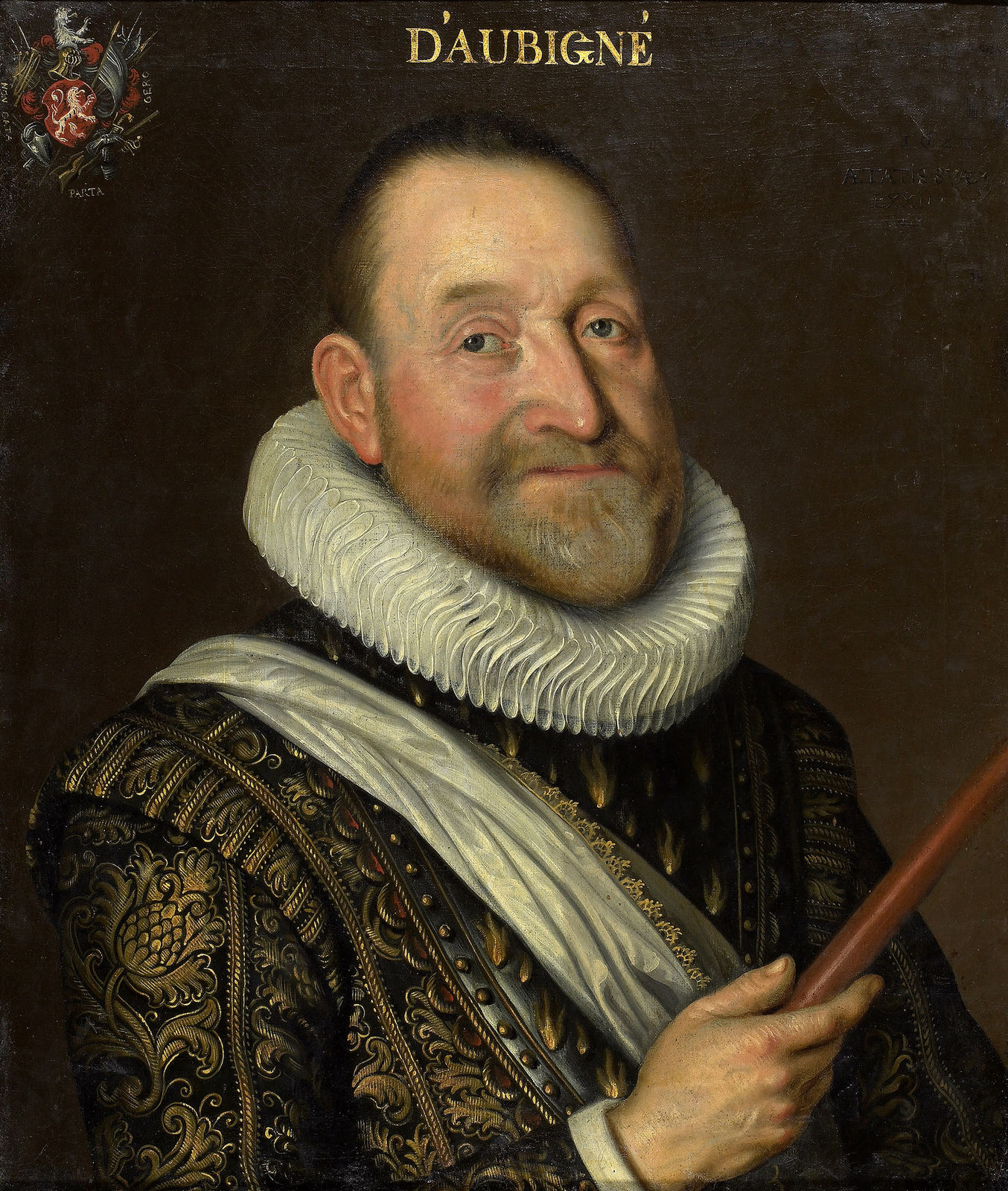

Poema tragiczne (oryg. fr. Les Tragiques) – utwór poetycki w siedmiu księgach napisany przez Agrippę d’Aubigné pod wpływem doświadczeń francuskich wojen religijnych, w których uczestniczył po stronie hugenotów. D’Aubigné rozpoczął pracę nad utworem w 1577, w czasie, gdy rany odniesione po Casteljaloux uniemożliwiły mu czasowo dalszą walkę w armii hugenockiej. Wielokrotnie przeredagowywane i poszerzane dzieło zostało opublikowane dopiero w 1616.
Poema składają się z siedmiu części – Klęsk, Książąt, Złoconej komnaty, Płomieni, Żelaz, Zemsty i Sądu, w których poeta opisuje wydarzenia nocy św. Bartłomieja, odwołując się jednak również do wcześniejszych epizodów wojny domowej. Opisy okrucieństw popełnianych przez katolików i cierpień francuskich protestantów przeplata refleksjami nad losem męczenników za wiarę, całość kończy wizją Sądu Ostatecznego, w czasie którego winni zostaną sprawiedliwie ukarani.
D’Aubigné pisze poemat z wyraźnie określonych pozycji politycznych, jednoznacznie potępiając katolicyzm. Równocześnie przypisuje poecie rolę proroka, wizjonera, łączącego zadania świadka historii z jej komentatorem oraz tym, który jako jedyny jest w stanie przepowiedzieć przyszłość. Chociaż nie był obecny w Paryżu w noc św. Bartłomieja (przybył na ślub Henryka z Nawarry z Małgorzatą de Valois, jednak przypadkowo w noc masakry znajdował się poza stolicą), przedstawia się jako naoczny świadek okrucieństw. Opisuje je z patosem, stosując hiperbolizacje i metafory, odwołuje się do motywów historycznych i mitologicznych – porównuje Katarzynę de Medicis do rzymskiej bogini śmierci, zaś Karola IX do Nerona. Dworowi królewskiemu zarzuca dwulicowość, rozpustę i tchórzostwo. Często posługuje się apostrofą, kierując swoje wezwania bezpośrednio do Francji lub do czytelników, piętnując okrucieństwo swojej epoki i upadek wszelkiej moralności w obozie katolickim. Równocześnie jego dzieło nie zawiera bezpośrednich wezwań do mordowania katolików, lecz głosi bezsens prowadzenia wojny domowej, którą nazywa „wojną bez przeciwnika”.'
Poeta odrzuca współczesne mu koncepcje niezaangażowania politycznego literatury i zachowania chłodnego spojrzenia przez artystę – w przedmowie stwierdza, że czytelnikowi nie są już potrzebne książki, które będą jedynie go uczyć lub zachwycać, epoka wymaga bowiem dzieł wstrząsających, a nawet drastycznych. Wielokrotnie w dziele podkreśla, że jest ono rezultatem widzianych przez niego prawdziwych wydarzeń, a jego głównym zadaniem ma być oddanie ducha wojny domowej.
Obecne w utworze są również wątki biblijne – poeta porównuje siebie do Hioba, niezachwianie wierzącego w Boga mimo kolejnych klęsk i dramatycznych doświadczeń osobistych. Równocześnie zapowiada nadejście boskiej chwały i sprawiedliwy osąd postępowania ludzi zaangażowanych w wojny – głosi, iż w dniu Sądu Ostatecznego cała ziemia poprze męczenników, odwracając się od zabójców. Aluzją religijną jest również liczba części poematu – 7 ksiąg odnosi się do siedmiu pieczęci Apokalipsy.